# Тристания
Тристания (лат. Tristania) — монотипный род деревянистых растений семейства Миртовые (Myrtaceae). Включает единственный вид — Тристания олеандролистная (Tristania neriifolia).

## Ботаническое описание

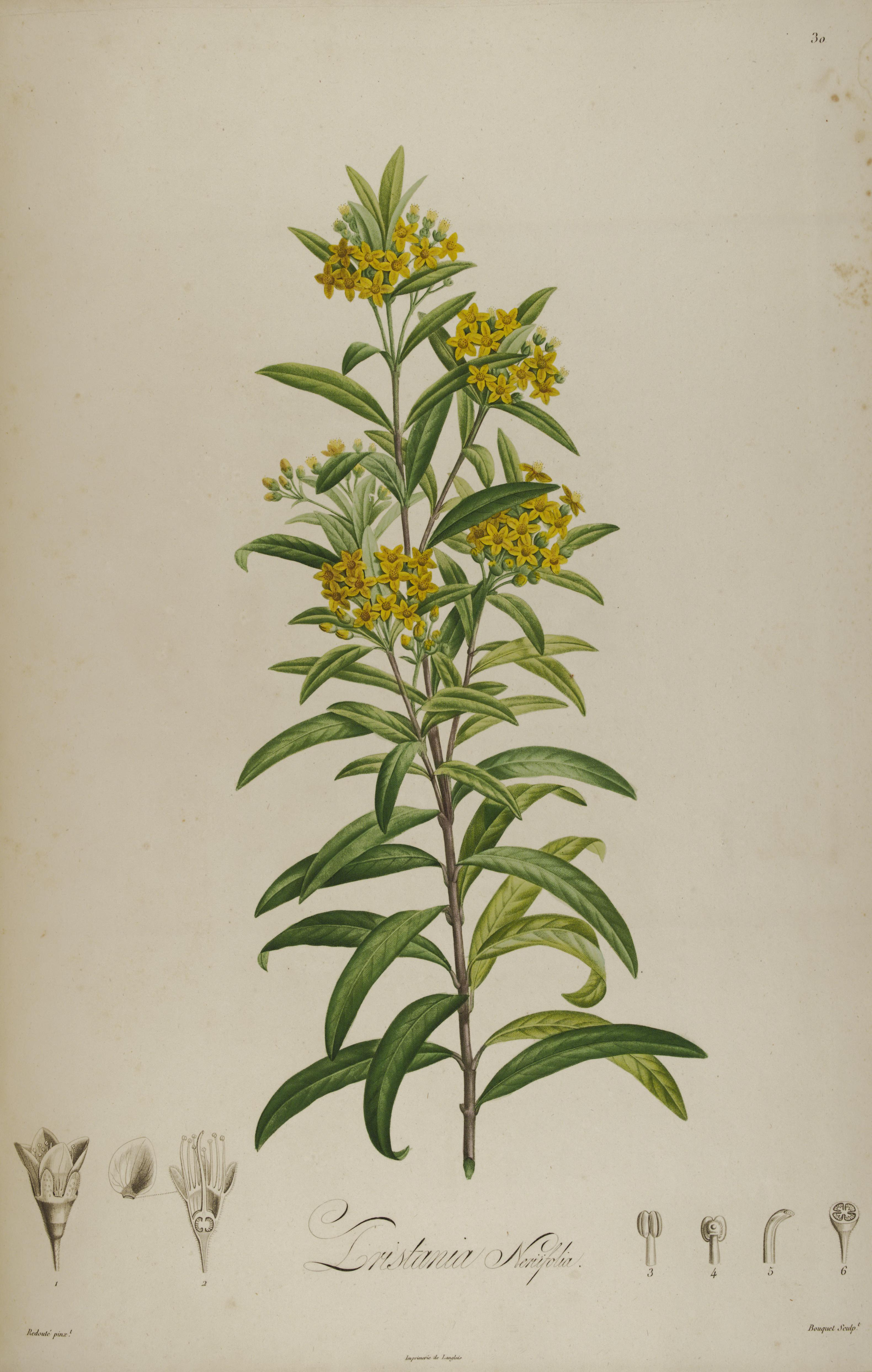
Ботаническая иллюстрация

Кустарники или небольшие деревья. Листья от ланцетовидных до эллиптических, до 7 см длиной.
Цветки жёлтые, пятимерные, собраны в пазушные соцветия. Лепестки эллиптические; тычинки многочисленные; завязь полунижняя, 3-гнёздная. Плод — локулицидная коробочка, 3-клапанная. Семена линейные-клиновидные; зародыш прямой.

## Распространение
Эндемик Австралии: северное побережье и прилегающие районы штата Новый Южный Уэльс.

## Таксономия
Род назван в честь французского ботаника Jules Marie Claude de Tristan (1776—1861).
Tristania R.Br., Hort. Kew., ed. 2, 4: 417 (1812).
Синоним: Callobuxus Pancher ex Brongn. & Gris (1863)
Единственный вид: Tristania neriifolia (Sieber ex Sims) R.Br., Hort. Kew., ed. 2, 4: 417 (1812).
Синонимы:
- Melaleuca neriifolia Sieber ex Sims (1807)basionym
- Melaleuca salicifolia Andrews (1807)
- Tristania persicifolia A.Cunn. (1825)
- Tristania salicina A.Cunn. (1836)

Виды, ранее относимые к настоящему роду, были перенесены в другие (Tristaniopsis, Lophostemon).